# Улица Руту
Улица Ру́ту (эст. Rutu tänav — «Спешная», «Торопливая», «Скорая», Спе́шный переулок (рус. Спѣшный пер., нем. Eilgasse, Eilstraße) — короткая (68 метров) улица в историческом районе Старый город Таллина, на Вышгороде, между улицами Пийскопи и Тоом-Кооли.

## История
Название улицы связано, возможно, с тем, что её использовали для сокращения своего пути курьеры.
На российских дореволюционных картах улица указывалась как Спешная.